# Maurice Lafont
Maurice Lafont (ur. 13 września 1927 w Villeneuve-Saint-Georges, zm. 8 kwietnia 2005) – francuski piłkarz, obrońca. Brązowy medalista MŚ 58.
Najdłużej grał w Nîmes Olympique, gdzie spędził – z przerwą na występy w Grenoble Foot 38 w sezonie 1951–1952 – lata 1950–1959. Później występował w SC Toulon (1959–1961) i Montpellier HSC (1961–1962).
W reprezentacji Francji zagrał 4 razy. Debiutował 28 czerwca 1958 w spotkaniu o brązowy medal MŚ 58. Tego dnia Francja zwyciężyła RFN 6:3, a Lafont zastąpił kontuzjowanego Roberta Jonqueta. W tym samym roku rozegrał jeszcze 3 mecze w barwach Les Bleus.